# Turn Up the Music
«Turn Up the Music» —en español: «Súbele el volumen a la música»— es una canción interpretada por el cantante y Actor estadounidense Chris Brown. La canción fue enviada a las radios de éxitos contemporáneos de los Estados Unidos el 7 de febrero de 2012 como el primer sencillo de su quinto álbum Fortune, y fue lanzada para descarga digital tres días más tarde. La canción fue escrita por Alexander «Fuego» Palmer, el mismo Brown, Damon Thomas, Terence Cole, Michael «Mike J» Jiménez, Harvey Mason, Jr. y Agent X, mientras que la producción estuvo a cargo de Fuego y The Underdogs. 
Un remix oficial de la canción se estrenó en línea el 20 de febrero de 2012 y cuenta con la colaboración de la cantante y actriz barbadense Rihanna. Debutó en la primera posición en las listas del Reino Unido y alcanzó el número 10 en el Hot 100 de los Estados Unidos. El video musical de la canción fue dirigido por Godfrey Taberez y Brown y fue rodado en Los Ángeles. Ganó los premios a Mejor Coreografía y Mejor Video Masculino en los MTV Video Music Awards 2012.

## Lista de canciones
- Descarga digital[5]

1. "Turn Up the Music" – 3:49

- Descarga digital – Live at the 54th Grammy Awards[6]

1. "Turn Up the Music" / "Beautiful People" – 4:07
2. "Turn Up the Music" / "Beautiful People" (Video) – 4:07

- Sencillo en CD (Alemania)[7]

1. "Turn Up the Music" – 3:49
2. "Strip" (featuring Kevin McCall) – 2:49

- Descarga digital (Reino Unido)[8]

1. "Turn Up the Music" – 3:49
2. "Strip" (featuring Kevin McCall) – 2:49
3. "Yeah 3x" (Invaderz Remix) – 4:05

## Posicionamiento en listas y certificaciones
| Listas (2012)                              | Mejor posición |
| ------------------------------------------ | -------------- |
| Alemania (Offizielle Deutsche Charts)      | 34             |
| Australia (ARIA)                           | 6              |
| Australia (ARIA Urban)                     | 4              |
| Austria (Ö3 Austria Top 40)                | 26             |
| Bélgica (Flandes) (Ultratop 50)            | 28             |
| Bélgica (Valonia) (Ultratop 50)            | 31             |
| Brasil (Hot 100 Airplay)                   | 3              |
| Brasil (Hot Pop Songs)                     | 2              |
| Canadá (Canadian Hot 100)                  | 19             |
| Corea del Sur (Gaon International Singles) | 12             |
| Croacia (Airplay Radio Chart)              | 74             |
| Dinamarca (Tracklisten)                    | 21             |
| Escocia (Scottish Singles Sales Chart)     | 1              |
| Estados Unidos (Billboard Hot 100)         | 10             |
| Estados Unidos (Hot Dance Club Songs)      | 19             |
| Estados Unidos (Hot R&B/Hip-Hop Songs)     | 81             |
| Estados Unidos (Mainstream Top 40)         | 18             |
| Francia (SNEP)                             | 39             |
| Hungría (Rádiós Top 40)                    | 15             |
| Irlanda (IRMA)                             | 12             |
| Japón (Japan Hot 100)                      | 8              |
| México (Mexico Airplay)                    | 27             |
| México (Mexico Ingles Airplay)             | 10             |
| Nueva Zelanda (Recorded Music NZ)          | 9              |
| Países Bajos (Dutch Top 40)                | 24             |
| Reino Unido (UK R&B Chart)                 | 1              |
| Reino Unido (UK Singles Chart)             | 1              |
| República Checa (Rádio Top 100)            | 1              |
| Suecia (Sverigetopplistan)                 | 33             |
| Suiza (Schweizer Hitparade)                | 39             |

| País          | Organismo certificador | Certificación | Ref.   |
| ------------- | ---------------------- | ------------- | ------ |
| Australia     | ARIA                   | 2× Platino    | [ 37 ] |
| Dinamarca     | IFPI Dinamarca         | Platino       | [ 38 ] |
| Nueva Zelanda | RIANZ                  | Oro           | [ 39 ] |

| Anterior: «Part of Me» de Katy Perry | UK Singles Chart — Sencillo Nro 1 7 de abril de 2012 — 14 de abril de 2012 | Siguiente: «Call Me Maybe» de Carly Rae Jepsen |